# Japansk produktionsfilosofi
Japansk produktionsfilosofi  är en beteckning för metoder för att få en effektiv produktion där Toyotas produktionssystem (Toyota Production System, TPS) är föredömet.
Bilindustrin har ofta varit ett föredöme, men också en industri som är utsatt för stenhård konkurrens. Henry Fords tillverkning av T-forden på löpande band med endast en modell var den första lyckosamma filosofin inom bilindustrin. "Du får vilken färg du vill bara den är svart" är ett berömt citat. Löpande bandet var väldigt effektiv och man hade en produktion som sträckte sig från fram till den färdiga bilen.
Toyotas produktionssystem blev känt och ett föredöme under 1970-talet. I Sverige blev kapitalrationalisering ett känt begrepp med Lars O. Södahl och hans firma MYSIGMA.
Kvalitetscirklarna blev tidigt kända där i grupper diskuterade och tog fram förbättringsförslag. I västvärlden försökte man göra stora förändringar, men japanerna körde med många små i stället. Ofta tog diskussionerna lite tid innan man fick acceptans för lösningarna. Eftersom man tagit diskussion innan införandet så blev förslaget förbättrat och dessutom var det därmed förankrat hos bilarbetaren. Ständiga förbättringar blev ett känt begrepp.
Kortare ställtider med hjälp av SMED-metoden (Single-Minute Exchange of Die) blev också framgångsrik. I västvärlden fokuserade man på kortare stycktider medan man i Japan framgångsrikt fokuserade på ställtider.
Kortare ställtider innebar att man tillverkade med små partistorlekar och därmed fick man ett bättre flöde. Stora partistorlekar ger en större variation i beläggningen i produktionskedjan. Flöden blir mycket jämnare med små partistorlekar.
Kanban är ett känt begrepp inom japansk produktionsfilosofi. Det är ett kort som skickas bakåt i kedjan när behov uppstår och initierar därmed ny produktion. Det fungerar bättre och snabbare än de datoriserade MPS-systemen, materialplaneringssystem. I bilindustrin har man förutsättningen att man har en relativt jämn produktionstakt i slutmonteringen av bilarna. Kanban-korten gör att efterfrågan meddelas bakåt i kedjan. Det vanliga är att man har dagliga leveranser av material till slutmonteringen men ibland tätare och ibland glesare mellan leveranserna.